# Ryan Choi (personaggio)
Ryan Choi, noto come Atomo IV, è un personaggio dei fumetti DC Comics, creato da Gail Simone e Grant Morrison.
È un giovane professore che lavora come supplente all'università di Ivy Town, il quarto personaggio a indossare il costume del supereroe Atomo.
Questo nuovo Atomo è basato su una riscrittura del personaggio realizzata da Grant Morrison. Apparve per la prima volta nel primo numero di Brave New World, quindi nella serie The All New Atom, scritta da Gail Simone.

## Biografia del personaggio
Nato a Hong Kong, Ryan fu a lungo un protetto di Ray Palmer con cui aveva unn rapporto epistolare. Dopo la scomparsa di Palmer, Ryan si spostò ad Ivy Town negli Stati Uniti d'America per assumere l'identità del suo mentore nello staff nella Ivy University.
Seguendo gli indizi lasciati da Palmer, Ryan scoprì una "bio-cintura" - che manipola presumibilmente la taglia e la densità - usata dal suo predecessore, e divenne il nuovo Atomo con l'apparente benedizione di Palmer.
Sebbene fosse un supereroe, Ryan restava prima di tutto uno scienziato, il che lo portava ad approcciarsi alle sue avventure dalla prospettiva della scoperta scientifica e dell'investigazione.
Da quando prese il posto del suo mentore, Ryan si è trovato al centro di un conflitto tra le forze della scienza e della magia. È stato sostenuto che le impossibili gesta eseguite da Ray Palmer nel corso della sua carriera supereroistica causarono la curvatura del tessuto stesso della realtà nelle vicinanze di Ivy Town, creando un legame con l'attività paranormale.
Molte delle parti in causa, come l'antico "Dio Cancro" M'Nagalah e i microscopici alieni conosciuti come "Gli Attesi", considerano Ryan una pedina fondamentale nella guerra e hanno più volte tentato di reclutarlo, catturarlo o ucciderlo.
Nei panni di Atomo, Ryan ha affrontato numerose sfide, tra cui il rimpicciolente serial killer Dwarfstar, il suo rigoroso e disapprovato padre, e fu sedotto, rapito e anche ingoiato vivo dalla criminale cambia-taglia, Giganta. Le sue qualità mentali di purezza e acume gli hanno consentito di restare saldamente al suo posto, attraverso queste peripezie.

### Crisi d'identità
Ryan Choi è coinvolto nella ricerca dello scomparso Ray Palmer, viaggiando nel restaurato multiverso insieme a Donna Troy, Jason Todd e un Monitor chiamato "Bob". Bruscamente riportato sulla Terra, Ryan lascia il suo posto di viaggiatore dimensionale a Kyle Rayner, ritornando a difendere Ivy Town da un'invasione di mostri. Più tardi viene portato a credere erroneamente che Ray Palmer sia divenuto un uomo egocentrico, e che Ryan stesso sia solo un pedone delle sue fantasie contorte. Verrà rivelato in un secondo tempo che si tratta di uno stratagemma della vecchia nemesi di Ray, Chronos.
La serie The All New Atom finisce con il numero 25, quando Ryan, con un po' di aiuto dal ritornato Ray Palmer, riesce a discernere la verità dalla menzogna supportata da Chronos e dalla sua assistente, Lady Chronos, un'ex fidanzata di Ryan voltasi al crimine. Ryan infine scoprì che Ray non aveva mai saputo di lui: invece la bio-cintura era un falso dono di Jia, e le lettere false di Ray Palmer scritte da Chronos, forzarono Ryan ad accettare il mantello di Atomo, e prendere la responsabilità di fermare la minaccia che invadeva la città.
Tuttavia, grazie all'abilità di Ryan di risolvere i conflitti, riuscì a spuntarla sulla coppia Chronos e reinstaurò la normalità a Ivy Town, e Ray finalmente gli diede la sua benedizione.